# 大原真福
大原 真福（おおはら の まさき、生没年不詳）は、平安時代初期の貴族。初名は魚福（ぎょふく）。氏姓は大原真人だが一時服部真人を称した。弾正尹・大原桜井の子。官位は従五位上・民部大輔

## 経歴
称徳朝にて大原真人姓から服部真人（波登理真人）姓に改姓させられるが、光仁朝の宝亀3年（771年）本姓の大原真人姓に復す。
桓武朝の延暦16年（797年）従五位下に叙爵し、平城朝の大同3年（808年）備後守に任官する。嵯峨朝では弘仁3年（812年）従五位上に昇叙され、弘仁5年（814年）民部大輔に任ぜられた。

## 官歴
『六国史』による。
- 天平神護元年（765年） 6月6日：大原真人から服部真人（波登理真人）に改姓
- 宝亀3年（771年） 4月3日：復本姓大原真人
- 時期不詳：正六位上
- 延暦16年（797年） 正月7日：従五位下
- 大同3年（808年） 9月5日：備後守
- 弘仁3年（812年） 正月7日：従五位上
- 弘仁5年（814年） 7月10日：民部大輔

## 系譜
- 父：大原桜井[2]
- 母：不詳
- 妻：不詳
  - 男子：大原長津[2]